# Skup u Istanbulu 1999.
Sastanak na vrhu u Istanbulu 1999. bio je 6. samit Organizacije za europsku sigurnost i suradnju (OESS) i održan je u Istanbulu, u Turskoj od 18. do 19. studenoga, što je rezultiralo usvajanjem deklaracije na vrhu u Istanbulu i potpisivanjem Povelje za Europska sigurnost. Također u Istanbulu, 30 država OESS-a potpisalo je Sporazum o prilagođenom Ugovoru o konvencionalnim oružanim snagama u Europi, koji je izmijenio Ugovor o konvencionalnim oružanim snagama u Europi iz 1990. kako bi odražavao promjene od kraja Hladnog rata. Između Rusije i Zapada došlo je do verbalnog sukoba oko NATO intervencije u ratu na Kosovu i početka Drugog čečenskog rata.
Također se raspravljalo o sukobu u Pridnjestrovlju, abhasko-gruzijskom sukobu i gruzijsko-osetijskom sukobu.

## Ruske snage u Moldaviji
Rusija je pristala povući svoju 14. vojsku s teritorija Moldavije u sporazumu potpisanom 21. listopada 1994. i priznatom u prosinačkoj budimpeštanskoj deklaraciji Konferencije o sigurnosti i suradnji u Europi. OESS je izrazio zabrinutost zbog nedostatka napretka u svom Lisabonskom dokumentu iz 1996. godine. Na summitu OESS-a 1999. Rusija je ponovno obećala povući svoje snage iz Moldavije (i iz Gruzije), ovaj put uz čvrstu obvezu na rok do 31. prosinca 2002. koji je zapisan u dokumentima samita. Ovo se nije dogodilo.